# 관백
관백(일본어: 関白 칸파쿠[*])은 정무를 총괄하는 일본의 관직이다. 율령에는 규정되어 있지 않은 영외관(令外官)으로서, 메이지 유신 이전까지는 조정대신 중에서 사실상 최고 위직이었다. 경칭은 전하(殿下 덴카[*]).

## 개요
천황이 어리거나 병약함을 이유로 대권을 전면적으로 대행했던 섭정(摂政 셋쇼[*])과는 달리 관백의 경우 업무의 최종적인 결재자는 어디까지나 천황이었다. 따라서 천황과 관백 중 어느 쪽이 주도권을 쥐고 있든 일단 협의 등을 통해 양자간의 합의를 꾀하면서 정무를 진행하는 것이 기본이었다. 대부분의 경우 섭정이 천황의 성장 등의 이유로 그만두면서 관백이 되곤 했다. 또한 관례상으로 섭정과 관백은 「천황의 대리인」이었기에, 천황이 참석하는 등의 예외를 제외하면 태정관(太政官)의 회의에는 참가하지 않는(참가하더라도 결정에는 참여하지 않는) 관례가 있었고, 태정대신(太政大臣)·좌대신(左大臣)이 섭정 · 관백을 겸임하는 경우에는 그 다음 대신이 태정관의 이치노카미(一上, 공경의 필두, 수석 대신)으로서 정무를 담당하였다. 단, 관백은 나이란(內覽)의 권한을 가지고 있었는데(후술), 이는 천황과 태정관 사이에 정치적인 문제가 오고 갈 때 그 내용을 사전에 파악하고 관여할 수 있는 권한으로, 관백은 이 권한을 이용하여 천황의 칙명(勅命)과 칙답(勅答) 권한을 직접적으로 침해하지 않고 천황과 태정관 양쪽을 통제할 수 있었다. 이런 방식으로 섭정 · 관백가 국정을 주도하는 것을 섭관정치(摂関政治)라고 한다.

## 어원
「관백(關白)」의 어원은 천황의 말에 대한 것을 「맡아 두고서(關) 아뢴다(白)」는 데서 유래하였는데, 고대 중국 한(漢)의 선제(宣帝)가 당시 신하들의 황제에 대한 상주는 모두 실력자 곽광(霍光)을 거쳐 아뢰게 했다는 고사에서 유래한다. 이것은 곽광의 권세를 두려워했던 선제가 「정무의 부주의」를 빌미로 곽광에게 폐위되는 것을 피하기 위한 목적에서였다고 한다(관백의 다른 이름인 「박륙博陸」도 곽광의 봉호였던 「박륙후博陸侯」에서 유래한 것이다). 덧붙여 관백직을 자제에게 물려준 전임 관백은 당풍 이름으로는 태합(太閤 타이코[*])라 하였으며, 타이코가 승려로서 출가하면 선합(禪閤 센코[*])이라 불렸다(센요타이코禅譲太閤의 약자).
그러나 887년에 우다 천황(宇多天皇)이 다치바나노 히로미(橘広相)를 시켜 작성하게 한 후지와라노 모토쓰네(藤原基経)의 관백 임명의 조칙에 나온 「아코(阿衡)」라는 말의 의미 해석을 둘러싸고 모토쓰네와 천황 사이에 대립이 일어나 모토쓰네가 정무 참여를 일시 거부하기까지 하는 사건이 발생하기도 했다(아코 사건).

## 역사
최초로 관백으로 취임한 사람은 후지와라노 모토쓰네이지만, 그 취임 시점에 대해서는 세 가지의 설이 있다.
- 요제이 천황(陽成天皇) 간교(元慶) 4년(880년) 11월 8일(양력 12월 13일) … 《공경보임(公卿補任)》의 기록에 따라 요제이 천황이 성인이 됨과 동시에 관백이 되었다는 설이다. 《공경보임》은 당시 일본 구교(公卿)들의 경력에 대한 기본 자료이기에 이 기술을 그대로 채용하는 서적이 많지만, 당시 정사(正史)라고 할 수 있는 《일본삼대실록(日本三代実録)》이 편찬되어 있었음에도 여기에는 해당 기일에 관백 취임에 관한 기사가 전혀 없다는 것은 부자연스럽다는 것, 천황이 성인이 되면서 관백으로 전환하는 관례가 성립된 것은 60년이나 뒤인 스자쿠 천황(朱雀天皇) 때의 후지와라노 다다히라(藤原忠平)의 때로 여겨지고 있어, 헤이안 시대사를 연구하는 연구자 대부분은 후세 사람들이 당시 관습을 모르고 《공경보임》에 추가로 기입한 것으로 사실이 아니라는 입장을 취한다.
- 고코 천황(光孝天皇) 간교 8년(884년) 6월 5일(양력 7월 1일) … 이 날 천황으로부터 모토쓰네에게 국정을 위임한다는 조칙이 내려지고 이것이 훗날 관백 임명시의 조서의 원점이 되었으므로, 다케우치 리잔(竹内理三) 이후 많은 헤이안 시대사 연구자들이 이 설을 지지하였다. 이때의 조서는 《일본삼대실록》에도 보이지만, 《공경보임》에는 조서가 언급되어 있지 않다.
- 우다 천황 닌나(仁和) 3년(887년) 11월 21일(양력 12월 9일) … 이것은 「관백」의 어원인 「맡아서 고한다」는 말이 들어간 국정 위임의 조서로 《일본기략(日本紀略)》 등에 기재되어 있다. 아코 사건의 계기가 된 조서도 있다. 고우치 쇼스케(河内祥輔)는 원래 후세의 섭정 및 관백의 개념을 그것이 확립되기 이전의 후지와라노 요시후사(藤原良房) ・ 모토쓰네기로 소급하여 「관백」라는 말이 존재하지도 않았던 시기에서 관백의 최초 사례를 요구하는 것이 문제가 있음을 지적하였으며, 당시 태정대신 ・ 섭정 ・ 관백의 직무의 차이가 명확하게 나뉘어 있지도 않았고, 《일본삼대실록》 세이와 상황(淸和上皇)의 붕어 전에 후지와라노 요시후사가 세이와 천황이 23세였을 때부터 요시후사 자신의 사망 때까지 섭정직을 맡고 있었음이 기록되어 있어 이 시대에는 성년이 된 천황도 섭정을 두었을 가능성도 존재한다는 것이다. 「최초의 관백 임명 자체는 관백이라는 직명이 성립한 때이다」라고 본 생각을 지지하는 연구자도 있다.

그러나 어느 설을 채용하든 「관백」라는 말의 어의(語義) 또는 구체적인 직무 · 역할이 확정되는 것은 아코 사건에 따른 논의의 결과가 크게 작용하였으며, 후지와라노 모토쓰네가 최초의 「관백」이었다는 사실은 변함이 없다.

### 섭관정치의 융성
모토쓰네의 뒤를 이어 관백에 임명된 것은 약 반세기 뒤에 모토쓰네의 아들 다다히라(忠平)였다. 다다히라는 스자쿠 천황이 즉위하였을 때부터 섭정을 맡고 있었으나, 조헤이(承平) 7년(937년)에 천황의 관례를 계기로 사표를 제출한다. 그러나 마침 조헤이 덴교의 난(承平 ・ 天慶の乱)이 일어나면서 천황은 다다히라를 달래 당분간 섭정직을 맡게 하여 난의 진압에 몰두하였다. 난이 진압된 덴교 4년(941년)이 돼서야 다다히라의 사표는 수리되었고, 곧 모토쓰네의 선례를 따라 관백으로 임명되었다. 이는 천황이 성인이 됨으로써 섭정이 관백으로 옮긴 최초의 확실한 사례이다.
무라카미 천황(村上天皇)의 시대에는 관백이 설치되지 않았으나 레이제이 천황(冷泉天皇)이 즉위하면서 다시 설치되었다. 그러나 천황의 외조부에 해당하는 후지와라노 모로스케(藤原師輔)는 이미 사망한 뒤였기에 그 형인 태정대신 사네요리(実頼)가 관백이 되었지만, 외척이 아니었던 사네요리는 권력이 부족했고, 「이름뿐인 관백(揚名関白)」이라고 스스로 한탄할 지경이었다고 한다. 사네요리 이후는 최고위 대신이 섭정, 관백이 되는 것이 이어지지만, 간나(寛和) 2년(986년) 우대신(右大臣) 후지와라노 가네이에(藤原兼家)가 외손자 이치조 천황(一条天皇)의 섭정으로 임명되었다. 이때 가네이에의 위로는 태정대신과 좌대신 두 사람이 있어 섭정의 위치가 불분명하게 되었다. 한 달이 지나서 가네이에는 우대신을 사직하고 섭정이 삼공(三公, 태정대신, 좌대신, 우대신)보다 위에 위치한다는 일좌선지(一座宣旨)를 받았다. 이러한 「간나의 전례」 이후 섭정과 관백, 대신은 분리되어 후지와라 씨의 씨장자(氏長者)의 지위와 일체화하였다. 그러나 그뒤 섭정 관백을 맡은 태정대신이 진정(陣定)의 지도를 행하는 이치노가미는 되지 않는 관례가 생겨나면서, 섭정 관백은 태정관을 직접 지휘할 수 없게 되었다. 관백의 주요 직무란 태정관에서 올리는 문서를 천황보다 먼저 열람할 수 있는 「내람」의 권한과 그것에 대한 거부권을 행사하는 것이었다. 그 거부권도 태정관에 국한되어 다른 관청에서 올리는 상주는 그 대상에 포함되지 않았다.
취임 자격은 후지와라 북가(北家)의 적류인 모토쓰네의 자손에 한정되어 있었으나, 가네이에 사후 권력 투쟁에서 승리한 후지와라노 미치나가(藤原道長)가 조정의 주도권을 잡았고, 이후 그의 자손인 미도류(御堂流)가 섭정과 관백을 겸하면서 이를 세습하여 섭관가라 불리게 되었다. 미치나가 자신은 관백을 맡지 않고 내람 및 이치노카미가 되어 사실상의 「관백」으로서 정권을 장악했고 「어당관백(御堂関白)」이라는 그의 별칭을 딴 일기 《어당관백기(御堂関白記)》는 오늘날까지 남아있다. 천황과 관백이 대립할 경우의 정치적 결정에 대한 결재권도, 태정관 이하 관리들을 직접 지휘할 수 있는 권한도 가지고 있지 않은 관백이 정치적으로 무력화될 가능성을 염두에 두고 관백으로 취임하지 않았다고 여겨지고 있다. 조와 5년(1016년) 고이치조 천황(後一条天皇)이 즉위하면서 미치나가는 섭정이 되었지만, 얼마 안 가서 아들 요리미치(頼通)에게 그 자리를 넘겨주었고, 미치나가의 외손자가 천황이 된데 이어 요리미치는 50년 넘게 관백직을 맡아 섭관정치의 최전성기를 쌓아 올렸다. 그러나 요리미치는 자식을 두지 못했고 입궐한 딸도 황자를 생산하지 못했으며, 요리미치 자신도 우유부단한 성격으로 결단력이 약해 줄곧 책임을 천황에게 떠넘기는 가운데 정무는 늘 정체될 수밖에 없었다. 이러한 상황을 당시의 구교 후지와라노 스케후사(藤原資房)는 「천하의 재앙은 관백이 무책임한 데에 원인이 있다」고까지 말하고 있다.
원래 천황을 대신하여 섭정·관백이 정무를 맡아보는 것은 천황이 어릴 때 외척이 보좌하는 경우로 한정되어 있었다. 따라서, 섭관가는 딸을 천황의 후비로 입궁시켜 황자를 낳게 하는 것으로 성립되었는데, 섭관가의 피를 잇지 않은 고산조 천황(後三条天皇)이 즉위하자, 섭관가의 세력은 점차 쇠퇴하게 되었다. 섭관가와 외척 관계가 없는 고산조 천황은 천황 주도의 정치 개혁을 시작했고 관백의 존재감도 감소했다. 특히 그 아들인 시라카와인(白河院)이 양위 후에 인세이(院政)를 개시한 것, 후지와라노 모로자네(藤原師実) ・ 모로미치(師通) 부자의 잇따른 급서로 후지와라 미도류는 주도권을 잡지 못한 채 섭관정치 시대는 종언을 고했다. 호리카와 천황(堀河天皇) 사후 시라카와인은 손자 도바 천황(鳥羽天皇)을 옹립하였고 도바 천황의 장인인 후지와라노 기미자네(藤原公実)가 섭정이 되기를 바랬지만, 시라카와인은 미도류 직계의 다다자네(忠実)를 섭정으로 임명하였다. 이후 외척의 유무와 관계없이 미도류의 적류(嫡流)인 「섭가(摂家)」가 섭관(摂関)이 되는 관례가 성립되었다.

### 섭관가 분열
호안(保安) 2년(1121년) 관백 후지와라노 다다자네는 시라카와인의 견제를 받아 10년 동안이나 근신 생활을 강요당했다. 관백은 그의 아들 다다미치(忠通)가 이어받았고, 인노고쇼(院御所)에서 열리는 의정(議定)에도 참가하는 등 일정하게 영향력과 권위를 가졌다. 그러나 덴쇼(天承) 2년(1132년)에 다다자네가 내람으로 임명되어 정계에 복귀하면서 관백 다다미치와 내람 다다자네가 병립하는 이상사태가 발생하였다. 다다자네는 자신의 다른 아들로서 다다미치의 동생인 요리나가(頼長)를 총애하여 고노에 천황(近衛天皇)의 원복(元服)이 행해진 규안(久安) 5년(1150년) 다다자네에게 섭정의 지위를 내놓을 것을 요구했다. 다다미치가 이를 거부하자 격분한 다다자네는 후지와라 씨장자의 증거인 주기대반(朱器台盤) 등의 보물을 다다미치의 저택에서 강탈해 요리나가에게 주고 요리나가를 씨장자로 삼아버렸고, 도바 법황이 다다미치를 관백, 요리나가를 내람으로 임명하면서 씨장자와 관백이 분리되는 사태까지 벌어졌다. 다다미치와 다다자네 ・ 요리나가의 대립은 호겐의 난의 원인이 되었고, 요리나가는 이 난에서 패하고 죽었다. 난이 끝난 뒤에는 신제이(信西)의 주도로 다다미치를 씨장자로 삼는다는 선지가 내려졌고, 후지와라 집안의 당주였던 씨장자의 임명조차 조정이 좌지우지하게 되었다. 그 뒤 고시라카와(後白河) 인세이에 헤이시 정권(平氏政権)이 들어서는 등 섭관가는 별다른 힘을 발휘하지 못하고, 다다미치의 아들 대에서는 고노에(近衛) ・ 마쓰도노(松殿) ・ 구조(九条)의 세 계통으로 분열되고 말았다.

### 중세 이후
가마쿠라 시대(鎌倉時代) 이후 일본 정치의 실권은 조정에서 무가로 넘어갔고, 조정에서의 권력도 치천의 군이 중심이 된 체제가 구축되면서 관백직의 정치적 영향력은 갈수록 희미해져갔다. 조큐의 난 이후에는 관백 구조 미치이에(九条道家)가 권세를 떨쳤지만, 관백 자리를 아들에게 물려준 뒤에도 그 세력을 유지하는 등 관백의 지위와 권력이 분리되는 양상이 드러났다. 섭관가 본류도 고노에 · 구조 두 집안을 필두로 이치조(一条) · 니조(二条) · 다카쓰카사(鷹司)의 오섭가로 나뉘었고, 대대로 그 중에서 가장 관위가 높은 사람이 섭정 · 관백으로 임명되는 것이 관례가 되어 메이지 유신까지 이어졌다.
센고쿠 시대(戦国時代)에 섭관가는 조정의 의식과 관련되는 일이 거의 없게 되었고 뇨보(女房) 등의 여관(女官)을 배출하지도 못했다. 때문에 무로마치(室町) ・ 센고쿠 시기를 통틀어 섭관가가 외척이 된 것은 단 한 번도 없었다. 이는 섭관가가 비교적 경제적 형편이 좋았던 것이나, 천황가나 정신(廷臣)들과 영지 소유 및 권리를 둘러싸고 경쟁 관계에 있었기 때문이 아닐까 추정된다.
관백은 섭관가에서 배출되는 것이 관례였지만, 예외적으로 덴쇼 연간에 하시바 히데요시(羽柴秀吉)가 관백상론(関白相論)을 계기로 고노에 사키히사(近衛前久)의 양자가 되어 관백으로 취임하여 일본 최초의 무가 관백이 되었다. 더욱이 히데요시가 도요토미 성(豊臣姓)을 받으면서 후지와라 씨도 오섭가도 아닌 관백이 탄생하게 되었다. 그 후 히데요시는 하시바 집안이 세습하는 무가 관백정권(무가 관백제) 실현을 위해 조카 도요토미 히데쓰구(豊臣秀次)를 양자로 삼아 관백직과 가독을 물려받게 했으나, 여전히 실권은 태합으로 물러나 앉은 히데요시의 손아귀에 있었고, 그 후 히데쓰구는 히데요시와 대립하여 실각하였다. 히데요시는 어린 아들 도요토미 히데요리가 성인이 될 때까지 관백을 공석으로 두기로 하였으나, 히데요시 사후 히데요리가 성인이 되기 전에 세키가하라 전투가 벌어지고 일본의 실권은 이미 도쿠가와 가문으로 넘어가, 관백 직에는 다시 오섭가가 임명되었다. 그 뒤 도요토미 집안이 오사카 전투에서 멸망하면서 관백직에 복귀하는 일은 없었다.
에도 시대의 관백직은 금중병공가제법도(禁中並公家諸法度)에 따라 막부의 추천을 받는 것을 원칙으로 하여, 천황의 필두 신하이자 공가의 최고위직인 관백직도 실질적으로 막부의 지배 하에 있게 되었다. 그러나 동시에 조정의 회의는 관백의 주재로 열리게 되었고, 연호 개정이나 관직 임명 등의 중요 사항은 관백 자신이 주재한 회의의 결정을 무가전주(武家伝奏) 등의 과정을 거쳐 막부에 상의하는 수속이 확립되면서 관백은 조정 내에서만큼은 권력을 회복하게 되었다. 또한, 공가 가운데 관백만이 어소로 매일 참내하는 것이 의무화되었다(거꾸로 말하면 그러한 의무조차 없는 다른 공가의 권력은 관백에 비하면 크게 저하하게 된 것이다). 태정대신직의 임관도 도쿠가와 장군과 섭정 · 관백 경험자로 한정되는 등 궁중에서의 대우는 각별하였고, 더욱이 딸을 장군의 정실(미다이도코로)로 들인 관백도 많아, 고노에 모토히로(近衛基煕)처럼 거꾸로 막부에 일정한 영향력을 행사하는 관백도 있었다.
대정봉환 직후 사카모토 료마(坂本龍馬)가 신정부의 초안으로서 제시했던 인사안에는 오섭가가 아닌 한닌류(閑院流) 출신의 산조 사네토미(三条実美)를 관백, 도쿠가와 요시노부(徳川慶喜)를 부관백(副関白)로 한다는 것도 있었지만 실현되지 않았으며, 도요토미를 제외하고 오섭가가 아닌 관백도 과거에는 존재하지 않았던 부관백을 설치한다는 구상도 실현되지 않은 채 끝났다. 게이오(慶應) 3년(1868년) 12월 9일(양력 1월 3일)에 내려진 왕정복고의 대호령에서는 섭정, 관백, 정이대장군직이 모두 폐지되었고 막부 체제와 함께 관백의 역사도 종언을 고했다. 그 후 섭정은 천황의 공무를 대행하는 역할로 황태자 등의 황족만이 임명되는 직책으로 부활하여, 지금도 존속하고 있다.

## 같이 보기
- 섭정
- 섭관정치
- 섭관가